# Ahcène Ioualalen
Mohamed Ioualalen, dit Ahcène Ioualalen, né le 18 février 1910 à Acif Boulma (Algérie) et décédé le 9 avril 1968 à Villedieu, est un homme politique français, député à l'Assemblée nationale du 30 novembre 1958 au 3 juillet 1962.

## Biographie
À 13 ans, Ahcène Ioualalen devient enfant de troupe dans l'armée Française.